# Wallerhausen
Wallerhausen ist ein Ortsteil von Morsbach im Oberbergischen Kreis im südlichen Nordrhein-Westfalen innerhalb des Regierungsbezirks Köln.

## Lage und Beschreibung
Der Ort liegt etwa 8,4 km vom Hauptort Morsbach entfernt.

## Geschichte

### Erstnennung
Um 1050 wurde der Ort das erste Mal urkundlich erwähnt und zwar „Besitz der Reichsabtei Werden“;
Schreibweise der Erstnennung: Walharinchuson.

## Freizeit

### Vereinswesen
- Gemischter Chor Wallerhausen
- SpVg. Wallerhausen
- Dörfergemeinschaft Alter Schulbezirk Wallerhausen

## Bus- und Bahnverbindungen

### Linienbus
Haltestelle: Wallerhausen
- 340 Waldbröl - Morsbach  (OVAG)